# Phare de St John's Point (Down)
Le phare de St John's Point est un phare établi près de Killough (en) en mer d'Irlande dans le comté de Down (Irlande du Nord). Il est géré par les Commissioners of Irish Lights (CIL).
Il ne faut pas le confondre avec le phare de St John's Point du comté de Donegal.

## Histoire
Un phare à St John's Point a été demandé en 1839 par les autorités portuaires de Dublin. Le phare original, conçu par George Halpin (en), avait une hauteur de 14 m et peint en blanc et deux logements pour les gardiens. La première lumière a été établie le 1er mai 1844 à 19 m au-dessus du niveau de la mer. La tour a été portée à 39,5 m, en 1889, avec une galerie et une lanterne contenant une lentille de Fresnel. En 1954, la couleur de la tour est devenue noire avec deux bandes jaunes. En 1957, la lumière auxiliaire a été convertie à l'électricité ainsi que les habitations. En 1981, la lumière principale est devenue électrique ainsi que la corne de brume remplaçant la sirène à manivelle. Le phare a été automatisé en 1981 et les gardiens ont été retirés. Puis en 2011, le signal de brouillard a été désactivé.
Le phare émet maintenant deux flashs blancs rapides toutes les 7,5 secondes et un feu auxiliaire de secteur montre un flash blanc et rouge toutes les 3 secondes. Il marque l'entrée de la Baie de Dundrum.
C'est une des stations d'Irlande qui reste la plus complète. En 2013, le CIL a décidé de mettre les habitations en location de vacances. Après rénovations, les logements sont prêts à la location à partir de 2017. Placé à environ 5 km au sud de Killough (en), le phare est accessible par la route, où le stationnement est disponible. Le site et la tour sont fermés, mais le phare peut être vu de l'extérieur.
En 2020, un programme de rénovation de la CIL prévoit le remplacement de l'ampoule par des DEL, notamment pour réduire la consommation électrique du phare. Cette rénovation rencontre l'opposition des environnementalistes et des pécheurs locaux, qui craignent que les DEL ne changent la couleur et la portée du faisceaux lumineux.